# 菲乌吉
菲乌吉（義大利語：Fiuggi）是意大利拉齐奥大区弗罗西诺内省的市镇。市镇面积为33平方公里，2017年人口数量为10,531人。